# I Know What You Did Last Summer (televisieserie)
I Know What You Did Last Summer is een Amerikaanse slasher televisieserie op Amazon Prime gebaseerd op de gelijknamige roman van Lois Duncan. Het is een remake van de film I Know What You Did Last Summer uit 1997 en is geregisseerd door Sara Goodman.
De serie werd geproduceerd door Amazon Studios in samenwerking met Sony Pictures Television. De eerste vier afleveringen verschenen op 15 oktober 2021 en daarna volgde wekelijks een aflevering tot 12 november 2021. Na een seizoen werd de serie na overwegend negatieve recensies en tegenvallende streamingscijfers geannuleerd.

## Verhaal
Na een tragisch ongeluk deelt een groep vrienden met elkaar een groot geheim. Een jaar later ontvangt iemand uit de groep een dreigend bericht, waaruit blijkt dat iemand voornemens is hen te straffen voor wat ze hebben gedaan. Wanneer ze trachten uit te vogelen wie er achter dit bericht zit, ontdekken ze niet alleen een duistere kant van henzelf, maar ook van het ogenschijnlijk idyllische, zonovergoten Hawaiiaanse stadje waar het allemaal gebeurd is.

## Rolverdeling

### Hoofdrollen
| Acteur            | Personage        |
| ----------------- | ---------------- |
| Madison Iseman    | Allison / Lennon |
| Bill Heck         | Bruce            |
| Brianne Tju       | Margot           |
| Ezekiel Goodman   | Dylan            |
| Ashley Moore      | Riley            |
| Sebastian Amoruso | Johnny           |
| Fiona Rene        | Lyla             |
| Cassie Beck       | Courtney         |
| Brooke Bloom      | Clara            |

### Bijrollen
| Acteur             | Personage   |
| ------------------ | ----------- |
| Sonya Balmores     | Mei         |
| Danielle Delaunay  | Hannah      |
| Chrissie Fit       | Kelly       |
| Victoria Schmidt   | Ulani Kalam |
| Spencer Sutherland | Dale        |

## Afleveringen
| Afl. | Titel                                     | Regie                  | Scenario                   | Originele releasedatum |
| 1    | "It's Thursday"                           | Craig William Macneill | Sara Goodman & Shay Hatten | 15 oktober 2021        |
| 2    | "It's Not Just for Dog Shit"              | Craig William Macneill | Sara Goodman               | 15 oktober 2021        |
| 3    | "A Gorilla Head Will Not Do"              | Logan Kibens           | Johanna Stokes             | 15 oktober 2021        |
| 4    | "Hot Shrimp Salad"                        | Logan Kibens           | Phoebe Fisher              | 15 oktober 2021        |
| 5    | "Mukbang"                                 | Benjaming Semanoff     | Gary Tieche                | 22 oktober 2021        |
| 6    | "Least You Had a Spare"                   | Benjamin Semanoff      | Lana Cho                   | 29 oktober 2021        |
| 7    | "If Only Dogs Could Talk"                 | Logan Kibens           | Chaconne Martin-Berkowicz  | 5 november 2021        |
| 8    | "Your Next Life Could Be So Much Happier" | Logan Kibens           | Sara Goodman               | 12 november 2021       |